# Sarmatia expandens
Sarmatia expandens là một loài bướm đêm trong họ Erebidae.